# Blacksad: Under the Skin
Blacksad: Under the Skin é um jogo de aventura de 2019 desenvolvido pela Pendulo Studios e publicado pela Microïds . O jogo é uma adaptação da série de quadrinhos espanhola Blacksad, criada por Juan Díaz Canales e Juanjo Guarnido. A trama concentra-se no personagem John Blacksad enquanto ele investiga a morte suspeita do proprietário de um clube de boxe.
Blacksad: Under the Skin é o primeiro jogo da Pendulo baseado em uma licença e o primeiro a usar gráficos totalmente 3D. O projeto começou no final de 2016 por sugestão da Microïds, parte do mesmo conglomerado de mídia dono da editora de Blacksad, Dargaud.
Blacksad: Under the Skin foi lançado para PlayStation 4, Windows e Xbox One em 14 de novembro de 2019, embora um erro técnico tenha causado o lançamento de uma versão não-finalizada do jogo em 5 de novembro na Europa. Uma versão do jogo para Nintendo Switch foi lançada em 10 de dezembro de 2019, recebendo críticas mistas da crítica especializada.

## Jogabilidade
Blacksad: Under the Skin é um jogo de aventura que se passa em um mundo tridimensional. Sua jogabilidade foi comparada a títulos da Telltale Games, bem como do LA Noire da Team Bondi e Sherlock Holmes: The Devil's Daughter da Frogwares . Blacksad não possui um inventário, e, ao contrário de títulos anteriores da Pendulo Studios, o jogo abre mão de uma interface de point-and-click em favor do controle direto sobre o personagem. A jogabilidade é baseada em escolhas e as ações do jogador alteram o relacionamento do personagem com outros personagens do jogo. O fluxo da história muda com base nas decisões tomadas pelo jogador. Blacksad apresenta quick-time events, sequências de conversas cronometradas e cenas onde o jogador deve procurar pistas ao seu redor.
Durante as investigações, os sentidos felinos aguçados de John Blacksad permitem ao jogador desacelerar o tempo e perceber pistas visuais ao seu redor, que são então adicionadas ao catálogo de pistas do jogador. A partir daí, o jogador pode combinar pistas para tirar conclusões, tanto para progredir na história principal quanto para resolver missões secundárias opcionais.

## Trama
Blacksad: Under the Skin se passa na cidade de Nova York durante a década de 1950, e ocorre cronologicamente entre Blacksad: Nação Ártica e Alma Vermelha. A história inicia-se quando o protagonista John Blacksad é abordado por Sonia Dunn, filha do falecido Joe Dunn, dono de um clube de boxe, que morreu de forma suspeita. Ela pede a Blacksad para investigar a situação e localizar o lutador estrela do clube, Booby Yale, que está desaparecido desde a morte de Dunn. De acordo com Pendulo Studios, o jogo apresenta 30 personagens únicos, incluindo cinco anteriormente da série de quadrinhos Blacksad: John Blacksad, Comissário Smirnov, Jake Ostiombe, Paulie e Weekly. O jogo contém seis possíveis finais.

## Desenvolvimento/Lançamento
Blacksad: Under the Skin foi desenvolvido pela empresa espanhola Pendulo Studios, a desenvolvedora de jogos mais antiga do país, em 2019. Anteriormente, ela havia sido responsável por jogos como as franquias Runaway e Hollywood Monsters . A YS Interactive inicialmente auxiliou a equipe no desenvolvimento do jogo Blacksad . De acordo com a Pendulo, a ideia de adaptar a série de quadrinhos Blacksad em um jogo foi primeiramente proposta pela editora da Pendulo, Microïds, logo após ambas as empresas terem concluído Yesterday Origins em novembro de 2016. A Microïds era propriedade do mesmo conglomerado de mídia da editora Blacksad, Dargaud . Embora Pendulo nunca tivesse trabalhado com licença antes, o desenvolvedor Josué Monchán observou que a equipe "já era fã do Blacksad há muito tempo" e concordou imediatamente com a ideia. A equipe então fez um storyboard de uma proposta e a submeteu ao conglomerado Dargaud e aos autores de Blacksad, que a aprovaram. O projeto foi anunciado inesperadamente em junho de 2017 e foi inicialmente agendado para lançamento no final de 2018. Giada Zavarise, do blog britânico Rock, Paper, Shotgun, escreveu sobre o anúncio: "No mundo dos jogos, a notícia foi recebida com indiferença. Mas no mundo dos quadrinhos, as pessoas gritavam incoerentemente." Vincent Elmer-Haerrig, do Gameblog, chamou o plano de uma "aposta" para a Pendulo, já que Under the Skin é voltado para "um nicho de jogadores que são ao mesmo tempo fãs de quadrinhos e amantes de videogame".
Pendulo colaborou com os criadores do Blacksad, Juan Díaz Canales e Juanjo Guarnido durante a criação do jogo. O desenvolvedor descreveu a dupla como consultores, enquanto Canales afirmou que a Pendulo "nos perguntaram sobre o enredo e os conceitos visuais". Segundo Monchán, adaptar o estilo artístico de Guarnido foi o "maior desafio" da equipe durante a produção. Guarnido expressou seu desejo de precisão na estética dos quadrinhos Blacksad, e Monchán considerou a ajuda e a aprovação como "fundamentais" para os esforços da equipe. Os autores revisaram cada etapa da arte conceitual 2D e dos visuais 3D. A Pendulo esperava equilibrar a fidelidade à arte dos quadrinhos com o realismo considerando as limitações de orçamento e de cronograma, já que Monchán observou que era impossível recriar perfeitamente o estilo dos quadrinhos dadas às restrições do desenvolvimento do jogo.Os autores de Blacksad também ofereceram sugestões sobre a direção de dublagem do jogo. Canales solicitou uma voz profunda para John Blacksad por causa dos hábitos de fumo intenso do personagem; a equipe contratou Barry Johnson de Detroit: Become Human para a versão em inglês, e Gabriel Jiménez - voz de Hugh Jackman nas dublagens de filmes espanhóis- para a versão em espanhol.
Com a colaboraçãod dos criadores dos quadrinhos, a Pendulo optou por criar uma história original não baseada em nenhum episódio específico de Blacksad, mas ainda influenciada e inspirada na série existente. Guarnido disse que “a narrativa é forte e tomamos cuidado para que não interfira nas histórias dos quadrinhos”. A história do jogo é oficialmente considerada não canônica . O foco na corrupção relacionado ao esporte e no impacto da televisão no esporte na década de 1950 ocorreu, segundo Monchán, porque Pendulo “queria abordar um tema que Guarnido e Canales ainda não tocaram”. Felipe Gómez Pinilla, do Pendulo, disse que o tema da corrupção surgiu da pesquisa da equipe sobre a época. Tornou-se um tema central no jogo; de acordo com Jordan Ramée da GameSpot, a equipe pretendia que as decisões dos jogadores dependessem de suas interações com a corrupção na sociedade, seja por meio de aceitação ou rejeição.
Blacksad foi o primeiro jogo de Pendulo a usar visuais totalmente 3D. O animador principal Carlos Hernández disse ao Mundo Deportivo que a produção do jogo representou "uma grande dificuldade", especialmente devido à equipe reduzida da desenvolvedora. A empresa contava com 17 membros em 2019. A Pendulo também enfrentou desafios no design do jogo. Pinilla observou que a equipe buscou recriar a sensação dos quadrinhos Blacksad de forma interativa, focando-se em "encontrar a mecânica que te faça sentir que está investigando algo" em vez de simplesmente observar uma investigação. Os sentidos felinos aguçados de John Blacksad foram uma tentativa de tornar o trabalho de detetive único ao universo de Blacksad.  Easter eggs que fazem referência aos quadrinhos também foram incluídos. O esquema de controle direto do jogo substituiu os controles tradicionais de jogos point-and-click, pois a equipe visiva adaptar Blacksad: Under the Skin aos consoles, preocupação que surgiu durante a criação do jogo Yesterday Origins .
O primeiro teaser de Blacksad: Under the Skin foi revelado em agosto de 2018, na época de sua exibição na Gamescom . O jogo apareceu no festival 3D Wire na Espanha naquele outubro. Em fevereiro de 2019, já estava em produção há mais de dois anos. Em abril daquele ano, Blacksad recebeu a data de lançamento de 26 de setembro de 2019. O Mundo Deportivo informou na época que o Blacksad estava "na fase final de desenvolvimento". No entanto, em julho, o jogo foi adiado para 5 de novembro de 2019. A Microïds atribuiu o atraso ao desejo de maior polimento no produto final. Embora o jogo tenha sido adiado posteriormente para 14 de novembro, suas versões europeias do Xbox Marketplace e da PlayStation Store apareceram devido a um erro técnico em 5 de novembro. A Microïds aconselhou os compradores a não jogarem o jogo antes do lançamento de seu planejado "patch do dia 1", que coincidiria com o lançamento em todo o mundo em 14 de novembro. De acordo com a Microïds, o patch adicionaria mais efeitos sonoros ao jogo, corrigiria “bugs importantes” e aumentaria fortemente a taxa de quadros, entre outras melhorias. Discutindo a situação na época, Chris Moyse ' Destructoid escreveu: "Temos que sentir dó pelos desenvolvedores devido ao que deve ser uma situação muito estressante e infeliz." Embora o jogo tenha sido lançado na data de lançamento planejada de 14 de novembro, Jorge Cano da Vandal caracterizou o lançamento global do jogo como "simplesmente desastroso" e como "um exemplo de como as coisas podem dar errado ao lançar um jogo à venda". Logo, surgiram patches para corrigir alguns bugs e instabilidades do jogo no lançamento.

## Recepção

### Cobertura de pré-lançamento
Durante 2018, MeriStation colocou Blacksad: Under the Skin entre os "10 jogos de aventura mais promissores" do ano, enquanto La Vanguardia e VidaExtra colocaram o trailer de estreia do jogo na lista dos melhores da Gamescom 2018.
No ano seguinte, HobbyConsolas declarou Blacksad: Under the Skin um dos "videogames espanhóis mais esperados" de 2019, enquanto que IGN España destacou o jogo como uma das principais aventuras gráficas programadas para o mesmo ano. Os editores da 3DJuegos também o nomearam como o 44º título mais esperado de 2019 em todos os gêneros e plataformas, e como um dos 20 jogos indie mais aguardados do ano. Segundo Laura Cress, da Adventure Gamers, a exibição do jogo Blacksad: Under the skin na Gamescom 2019 foi "uma atração popular na festa anual Adventure-Treff". O jogo conquistou o prêmio de "Melhor Jogo de Ação e Aventura" no Gamescom Awards anual; O Hollywood Reporter citou-o como um dos poucos, junto com Concrete Genie e Dreams, da Sony, que não eram sequências a ganhar um prêmio naquele ano.

### Crítica e premiações
Blacksad recebeu críticas "mistas ou médias" dos críticos, de acordo com o site agregador de críticas Metacritic .
Luke Kemp, da PC Gamer, deduziu pontos ao jogo Blacksad: Under the Skin por "inconsciência de seu absurdo", argumentando que sua combinação de personagens animais com imagens realistas e sexuais comprometeu o tom sério do jogo. Ele escreveu: "As duas opções óbvias com este jogo eram jogar tudo para rir ou apostar no aspecto noir... Pendulo Studios parece ter escolhido a última opção, mas não funciona muito bem."  Em Vândalo, Jorge Cano elogiou muito a história do jogo, considerando-a "muito interessante... do início ao fim, e muito bem escrita". Ele também gostou do uso dos pontos de decisão e do sistema de dedução no jogo. Entretanto, Cano criticou seus problemas técnicos, quick-time events, sistema de controle, recursos visuais e altos requisitos de sistema, mas mesmo assim disse que "o universo carismático em que se baseia e suas virtudes narrativas conseguem sustentar [ Blacksad: Under the Skin ], apesar de todos os seus problemas." GameSpot elogiou o protagonista, o sistema de dedução e o menu estilo quadrinhos de "progresso", mas criticou a lentidão do jogo, bem como a "falta de estilo na direção visual".
Durante análise do jogo para o 3DJuegos, Alejandro Pascual achou Blacksad: Under the Skin muito lento e, antes do patch planejado, repleto de bugs. Embora tenha elogiado a narrativa, a atmosfera e a adaptação fiel dos quadrinhos Blacksad, ele considerou seus quick-time events falhos e o jogo em geral pouco polido. Da mesma forma, o crítico do Jeuxvideo.com elogiou a história do jogo, a escrita e a fidelidade aos quadrinhos Blacksad, bem como a música e os quebra-cabeças. No entanto, ele criticou o "incrível número de falhas técnicas e bugs", a sua dependência por backtracking e a sua "ilusão de escolha".  Elena Schulz da GameStar também elogiu a história, colocando-a como "definitivamente o destaque [do jogo]". Ecoando outros críticos, suas principais reclamações foram com seus controles, quick-time events, gráficos e problemas técnicos. Ela resumiu: "Blacksad tem problemas técnicos e de jogabilidade, mas oferece uma história de aventura emocionante cheia de personagens interessantes."
Em uma crítica mais positiva, Maja Verfondem da 4Players escreveu: " Blacksad é - após a instalação do patch dia 1 - um dos destaques de 2019, que te faz querer reler os quadrinhos." Suas principais críticas foram aos quick-time events e aos "pequenos bugs gráficos e problemas de desempenho que mesmo o patch não conseguiu eliminar por completo".
O jogo recebeu indicações para as categorias "Melhor Desenvolviento Espanhol" e  "Melhor Performance Espanhola" com Gabriel Jiménez no Titanium Awards, em 2019. O jogo também recebeu indicações para " Melhor Adaptação de História de Quadrinhos/Graphic Novel " no Harvey Awards, em 2020.

### Vendas
Em novembro de 2020, a Pendulo relatou que "o impacto que [Blacksad] teve no mercado foi muito maior" do que outros títulos recentes da desenvolvedora. A empresa atribuiu seu sucesso ao estilo "de aventura mais narrativo e moderno" do projeto, que o levou a um público maior do que o tradicional formato de jogo de aventura de Pendulo.